# Lijst van voetbalinterlands Armenië - Oekraïne
Deze lijst van voetbalinterlands is een overzicht van alle officiële voetbalwedstrijden tussen de nationale teams van Armenië en Oekraïne. De voormalige Sovjet-Republieken speelden tot op heden tien keer tegen elkaar. De eerste ontmoeting tussen beide landen was een kwalificatiewedstrijd voor het Wereldkampioenschap voetbal 1998 op 7 mei 1997 in Kiev. Het laatste duel, een groepswedstrijd tijdens de UEFA Nations League 2022/23, vond plaats op 24 september 2022 in Jerevan.

## Wedstrijden
| №  | Plaats  | Datum             | Competitie                  | Wedstrijd          | Uitslag |
| -- | ------- | ----------------- | --------------------------- | ------------------ | ------- |
| 1  | Kiev    | 7 mei 1997        | WK 1998 kwalificatie        | Oekraïne – Armenië | 1 – 1   |
| 2  | Jerevan | 11 oktober 1997   | WK 1998 kwalificatie        | Armenië – Oekraïne | 0 – 2   |
| 3  | Kiev    | 14 oktober 1998   | EK 2000 kwalificatie        | Oekraïne − Armenië | 2 − 0   |
| 4  | Jerevan | 9 juni 1999       | EK 2000 kwalificatie        | Armenië − Oekraïne | 0 − 0   |
| 5  | Jerevan | 7 oktober 2000    | WK 2002 kwalificatie        | Armenië − Oekraïne | 2 − 3   |
| 6  | Lviv    | 5 september 2001  | WK 2002 kwalificatie        | Oekraïne − Armenië | 3 − 0   |
| 7  | Jerevan | 7 september 2002  | EK 2004 kwalificatie        | Armenië - Oekraïne | 2 − 2   |
| 8  | Lviv    | 7 juni 2003       | EK 2004 kwalificatie        | Oekraïne − Armenië | 4 − 3   |
| 9  | Łódź    | 11 juni 2022      | UEFA Nations League 2022/23 | Oekraïne − Armenië | 3 − 0   |
| 10 | Jerevan | 24 september 2022 | UEFA Nations League 2022/23 | Armenië − Oekraïne | 0 − 5   |

## Samenvatting
| Competitie          | Totaal gespeeld | Winst Armenië | Gelijk | Winst Oekraïne | Doelsaldo Armenië – Oekraïne |
| ------------------- | --------------- | ------------- | ------ | -------------- | ---------------------------- |
| WK-kwalificatie     | 4               | 0             | 1      | 3              | 3 − 9                        |
| EK-kwalificatie     | 4               | 0             | 2      | 2              | 5 − 8                        |
| UEFA Nations League | 2               | 0             | 0      | 2              | 0 − 8                        |
| Totaal              | 10              | 0             | 3      | 7              | 8 − 25                       |

Wedstrijden bepaald door strafschoppen worden, in lijn met de FIFA, als een gelijkspel gerekend.
FFA · A-internationals · Bondscoaches · Statistieken · Armeens vrouwenelftal · Armenië U21 · Armenië U20 · Armenië U19 · Armenië U18 · Armenië U17 · Armenië U16
1992 – 1999 ·
2000 – 2009 ·
2010 – 2019 ·
2020 – 2029
1992 ·
1993 · 
1994 ·
1995 ·
1996 ·
1997 ·
1998 ·
1999 ·
2000 ·
2001 ·
2002 ·
2003 ·
2004 ·
2005 ·
2006 ·
2007 ·
2008 ·
2009 ·
2010 ·
2011 ·
2012 ·
2013 ·
2014 ·
2015 ·
2016 ·
2017 ·
2018 ·
2019 ·
2020 ·
2021 ·
2022 ·
2023 ·
2024
Albanië ·
Algerije ·
Andorra ·
België ·
Bosnië en Herzegovina ·
Bulgarije ·
Canada ·
Chili ·
Cyprus ·
Denemarken ·
Duitsland ·
Ecuador ·
El Salvador ·
Estland ·
Faeröer ·
Finland ·
Frankrijk ·
Georgië ·
Gibraltar ·
Griekenland ·
Guatemala ·
Hongarije ·
Ierland ·
IJsland ·
Iran ·
Israël ·
Italië ·
Jordanië ·
Kazachstan ·
Koeweit ·
Kosovo ·
Kroatië ·
Letland ·
Libanon ·
Liechtenstein ·
Litouwen ·
Luxemburg ·
Malta ·
Marokko ·
Moldavië ·
Montenegro ·
Nederland ·
Noord-Ierland ·
Noord-Macedonië ·
Noorwegen ·
Oekraïne ·
Oezbekistan ·
Panama ·
Paraguay ·
Peru ·
Polen ·
Portugal ·
Roemenië ·
Rusland ·
Saint Kitts en Nevis ·
Schotland ·
Servië ·
Slovenië ·
Slowakije ·
Spanje ·
Tsjechië ·
Turkije ·
Turkmenistan ·
Verenigde Arabische Emiraten ·
Verenigde Staten ·
Wales ·
Wit-Rusland ·
Zweden
FFOe · A-internationals · Bondscoaches · Statistieken · Oekraïens vrouwenelftal · Olympisch elftal · Oekraïne U21 · Oekraïne U20 · Oekraïne U19 · Oekraïne U18 · Oekraïne U17 · Oekraïne U16
1992 – 1999 · 
2000 – 2009 · 
2010 – 2019 · 
2020 – 2029
EK's: 1992** · 
1996 · 
2000 · 
2004 · 
2008 · 
2012 · 
2016 · 
2020 · 
2024
WK's: 1994 · 
1998 · 
2002 · 
2006 · 
2010 · 
2014 · 
2018 ·
2022
1992 · 
1993 · 
1994 · 
1995 · 
1996 · 
1997 · 
1998 · 
1999 · 
2000 · 
2001 · 
2002 · 
2003 · 
2004 · 
2005 · 
2006 · 
2007 · 
2008 · 
2009 · 
2010 · 
2011 · 
2012 · 
2013 · 
2014 · 
2015 ·
2016 ·
2017 ·
2018 ·
2019 ·
2020 ·
2021
Albanië ·
Andorra ·
Armenië ·
Azerbeidzjan ·
Bahrein ·
België ·
Bosnië en Herzegovina ·
Brazilië ·
Bulgarije ·
Canada ·
Chili ·
Costa Rica ·
Cyprus ·
Denemarken ·
Duitsland ·
Engeland ·
Estland ·
Faeröer ·
Finland · 
Frankrijk ·
Georgië ·
Griekenland ·
Hongarije ·
Ierland ·
IJsland ·
Iran ·
Israël ·
Italië ·
Japan ·
Joegoslavië ·
Kameroen · 
Kazachstan ·
Kosovo ·
Kroatië ·
Letland ·
Libië ·
Litouwen ·
Luxemburg ·
Malta ·
Marokko ·
Mexico ·
Moldavië ·
Montenegro ·
Nederland ·
Niger ·
Nigeria ·
Noord-Ierland ·
Noord-Macedonië ·
Noorwegen ·
Oezbekistan ·
Oostenrijk ·
Polen ·
Portugal ·
Roemenië ·
Rusland ·
San Marino ·
Saoedi-Arabië ·
Schotland ·
Servië ·
Servië en Montenegro ·
Slovenië ·
Slowakije ·
Spanje ·
Tsjechië ·
Tunesië ·
Turkije ·
Uruguay ·
Verenigde Arabische Emiraten ·
Verenigde Staten ·
Wales ·
Wit-Rusland ·
Zuid-Korea ·
Zweden ·
Zwitserland
Duitsland (2016) ·
Engeland (2012) · 
Engeland (2021) ·
Frankrijk (2012) · 
Italië (2006) · 
Nederland (2021) · 
Noord-Ierland (2016) · 
Noord-Macedonië (2021) · 
Oostenrijk (2021) · 
Saoedi-Arabië (2006) ·
Spanje (2006) ·
Tunesië (2006) ·
Zweden (2012) · 
Zweden (2021) · 
Zwitserland (2006)
** = Onder de naam Gemenebest van Onafhankelijke Staten